# 江古田文学賞
江古田文学賞（えこだぶんがくしょう）は、文芸誌『江古田文学』を刊行する日本大学芸術学部の江古田文学会が2002年から設けた公募文学賞。応募資格は不問。小説・文芸評論を募集し、以降年1回発表されている。

## 選考委員
- 吉田恵里香
- 長谷川賢人
- 岩関昂道
- 青木敬士

## 受賞者・作品

### 第1回～第10回
- 第1回（2002年）
  - 江古田文学賞 岡本陽介『塔』
  - 優秀賞 松田祥子『ピンクレディー』
- 第2回（2003年）
  - 江古田文学賞 中村徳昭『遠ざかる声』
- 第3回（2004年）
  - 江古田文学賞 谷不三央『Lv21』
  - 江古田文学賞 富崎喜代美『魔王』
- 第4回（2005年）
  - 江古田文学賞 飯塚朝美『二重螺旋のエチカ』
- 第5回（2006年）
  - 江古田文学賞  長谷川賢人『ロストアンドファウンド』
  - 佳作 関澤哲郎『「まじめな人」第四位』
- 第6回（2007年）
  - 江古田文学賞　該当作なし
  - 佳作 石田出『真夏のサンタ・ルチア』、福迫光英『すずきを釣る』
- 第7回（2008年）
  - 江古田文学賞　該当作なし
  - 佳作 岡田寛司『タリルタリナイ』
- 第8回（2009年）
  - 江古田文学賞 佐倉明『ニュル』
  - 江古田文学賞 三井博子『もぐる』
- 第9回（2010年）
  - 江古田文学賞  小泉典子『鉄工場チャンネル』
- 第10回（2011年）
  - 江古田文学賞  杉山知紗『へびとむらい』

### 第11回～第20回
- 第11回（2012年）
  - 江古田文学賞  大西由益『ポテト』
- 第12回（2013年）
  - 江古田文学賞　該当作なし
  - 佳作 片山綾『ぽっちという』
- 第13回（2014年）
  - 江古田文学賞　該当作なし
  - 佳作 坂本如『ミミ』
- 第14回（2015年）
  - 江古田文学賞　該当作なし
  - 佳作 入倉直幹『すべての春にお別れを』
- 第15回（2016年）
  - 江古田文学賞  須藤舞『綻び』
- 第16回（2017年）
  - 江古田文学賞  儀保佑輔『亜里沙は水を纏って』
- 第17回（2018年）
  - 江古田文学賞　該当作なし
- 第18回（2019年）
  - 江古田文学賞　該当作なし
  - 佳作 山本貫太『パッチワーク』、村山はる乃『ララパルーザ』
- 第19回（2020年）
  - 江古田文学賞　該当作なし
  - 佳作 山本貫太『毛穴』
- 第20回（2021年）[2]
  - 江古田文学賞　山本貫太『執筆用資料・メモ』
  - 江古田文学賞　湯沢拓海『沈黙と広がり』

### 第21回～現在
- 第21回（2022年）
  - 江古田文学賞　該当作なし
- 第22回（2023年）[3]
  - 江古田文学賞　該当作なし
  - 佳作 嶋田薫『ガイコツとひまわり』